# Алфри Удард
Алфри Удард (на английски: Alfre Woodard) (родена на 8 ноември 1952 г.) е американска актриса.

## Филмография

### Филми
- Cross Creek (1983)
- Extremities (1986)
- Scrooged (1989)
- Grand Canyon (1991)
- Passion Fish (1992)
- Heart and Souls (1993)
- Crooklyn (1994)
- Американско одеяло (1995)
- Стар Трек VIII: Първи контакт (1996)
- Първичен страх (1996)
- Miss Evers' Boys (1997)
- Down in the Delta (1998)
- Holiday Heart (2000)
- Love & Basketball (2000)
- Динозавър (2000) (глас)
- Кей Пакс (2001)
- Бодилчетата (2003)
- Ядрото (2003)
- Радио (2003)
- Забравените (2004)
- Ти водиш (2006)
- The Family That Preys (2008)
- 12 години в робство (2013)
- Анабел (2014)
- Цар Лъв (2019) (глас)
- Лунното момиче и Дяволският динозавър (2023) (глас)

### Телевизия
- Фрейзър (1994)
- Пътешествията на Гъливер (1996)
- Адвокатите (2003)
- Отчаяни съпруги (2005 – 2006)
- Врагът в мен (2008)
- Истинска кръв (2010 – 2012)
- Пазителят на Мемфис (2010 – 2011)
- Анатомията на Грей (2011)
- Частна практика (2012)
- Люк Кейдж (2016 – 2018)
- Империя (2018)